# Dead Gorgeous
Dead Gorgeous är en australisk-brittisk TV-serie för barn som hade premiär den 15 mars 2010 i Storbritannien och 5 april 2010 i Australien. Den producerades av Burberry Productions och Coolabi Productions, och finansierades av Screen Australia. Den var tidigare känd under namnet "Dead Normal", innan namnet ändrades. Man trodde först Dead Gorgeous skulle sända en Halloween special, vilket dock bara visade sig vara ett marknadsföringsknep.

## Skådespelare
- Melissa Howard
- Poppy Lee Friar
- Alexandra Coppinger
- Blake Davis
- Chris Milligan
- Aisha Dee
- Jay Kennedy-Harris
- Gerry Connolly
- Julie Fosrsyth
- Julie Eckersley

### Fotnoter
1. ↑  ”No Dead Gorgeous Special”. TV Tonight. 18 oktober 2010. Arkiverad från originalet den 29 oktober 2010. https://web.archive.org/web/20101029031458/http://tvforkids.wordpress.com/2010/10/18/no-dead-gorgeous-special/. Läst 18 oktober 2010.